# 二極體

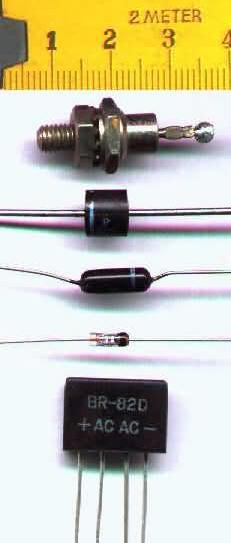
各種二極體，最下方為橋式整流器。通常在二极管的阴极端会有色带标示，也就是说电流会从这里流出。

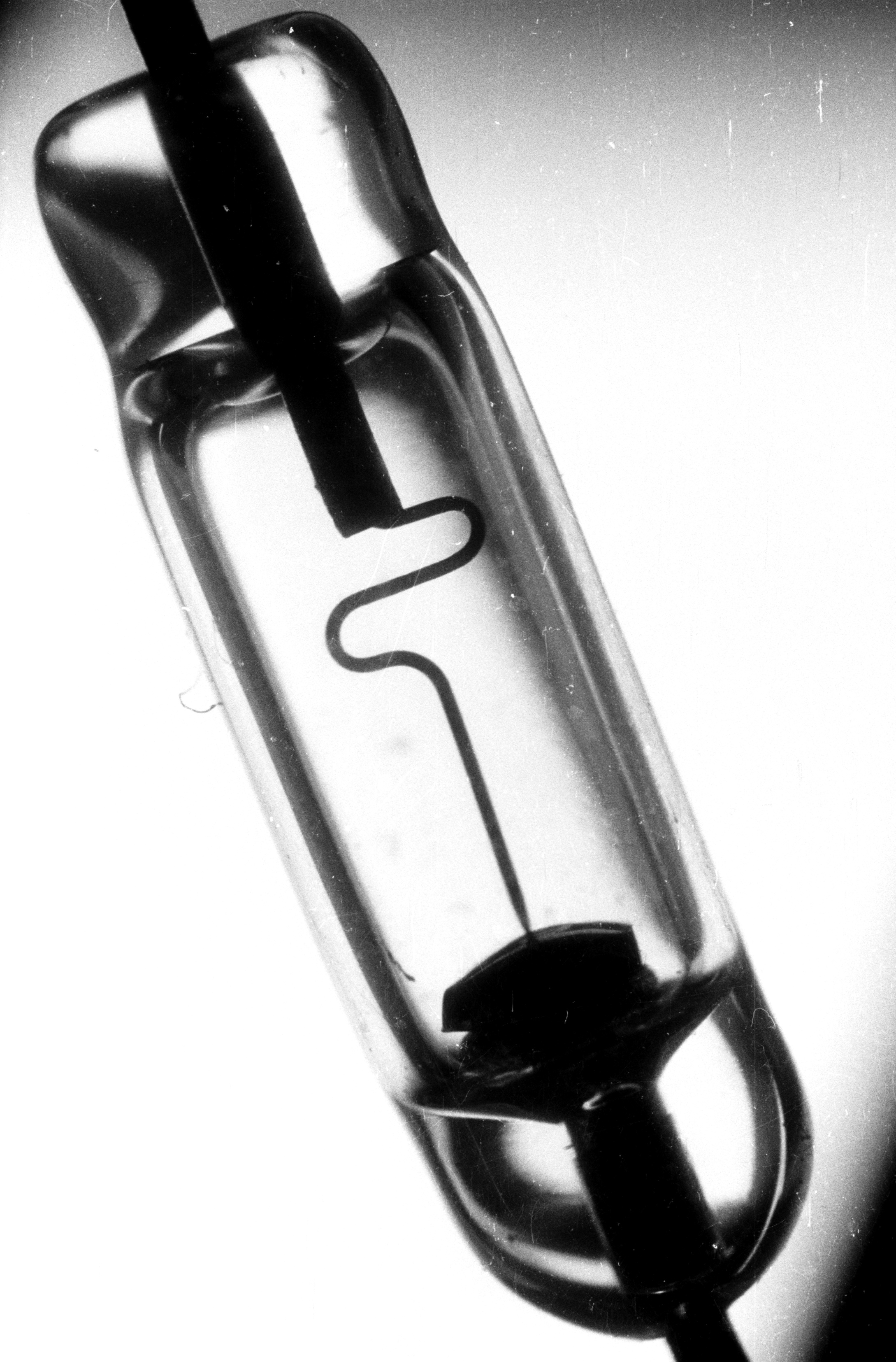
70年代北京电子厂生产的二极管

二極體又称二极体，是一种具有不对称电导的两个端子（阴阳二极接线端，故名「二極」）的电子元件；此二极使其原则上仅允许电流作单方向传导，它在一个方向为低电阻（理想情况下是零），高電流，而在另一个方向为高电阻。现今，二极（理想情况下是零）用半导材料。
藉由二极管的特性，在电力工程上常用作整流器（将交流电变成直流电）；在电子工程上常用作检波器（从调幅波检回音波）；在计算机硬件逻辑设计上常用作逻辑电路的逻辑闸。
1874年，德国物理学家卡尔·布劳恩在卡爾斯魯厄理工學院发现了晶体的整流能力。因此1906年开发出的第一代二极管——“貓鬚二极管”是由方铅矿等矿物晶体制成的。早期的二極體还包含了真空管，真空管二極體具有两个电极 ，一个阳极和一个热式阴极，藉由電極之間加上的電壓能夠讓熱電子從陰極到達陽極，因而有整流的作用。
在半导体性能被发现后，半導體二極體成为了世界上第一种半导体器件。現如今的二極體大多是使用矽来生产，鍺等其它半导体材料有时也会用到。目前最常见的结构是，一个半导体性能的结晶片通过PN结连接到两个电终端。

## 功能

半導體二極體的電流－電壓特性曲線。電壓在正的區域稱為順向偏壓。

二極體具有陽極和陰極兩個端子，電流只能往單一方向流動。也就是說，電流可以從陽極流向陰極，而不能從陰極流向陽極。对二極體所具備的这种单向特性的应用，通常稱之為「整流」功能,可将交流电转变为脉动直流电，例如：無線電接收器對無線電信號的調制，就是通過整流來完成的。
因为其顺向流通逆向阻斷的特点，二極體可以想成電子版的逆止閥。然而實際上，二極體並不會表現出如此完美的開關性，而是呈现出較為複雜的非線性電子特徵——這是由特定類型的二極體技術決定的。一般来说，只有在正向超過障壁電壓时，二極體才會工作（此状态被称为順向偏壓）。一个正向偏置的二極體两端的电压降变化只与电流有一点关系，并且是温度的函数。因此这一特性可用于温度传感器或参考电压。
半导体二极管的非线性电流-电压特性，可以根据选择不同的半导体材料和掺杂不同的杂质从而形成杂质半导体来改变。特性改变后的二极管在使用上除了用做開關的方式之外，還有很多其他的功能，如：用来调节电压（齐纳二极管），限制高电压从而保护电路（雪崩二极管），无线电调谐（变容二极管），产生射频振荡（隧道二极管、耿氏二极管、IMPATT二极管）以及产生光（发光二极管）。
半導體二極體中，有利用P型和N型兩種半導體接合面的PN结效應，也有利用金屬與半導體接合產生的肖特基效應達到整流作用的類型。若是PN结型的二極體，在P型側就是陽極，N型側則是陰極。

## 历史
20世纪初，由于无线电接收器探测器的需要，热离子二极管（真空管）和固态二极管（半导体二极管）大约在相同的时间分别研发。直到20世纪50年代之前，真空管二极管在收音机中都更为常用。这是因为早期的点接触式半导体二极管（猫鬚探测器）并不稳定，并且那时大多数的收音机放大器都是由真空管制成，二极管可以直接放入其中。而且那时真空管整流器和充气整流器处理一些高电压、高电流整流任务的能力更是远在半导体二极管（如硒整流器）之上。

### 真空管的发现
1873年，弗雷德里克·格思里发现了热离子二极管的基本操作原理。他发现了当白热化的接地金属接近带正电的验电器时，验电器的电会被引走；然而带负电的验电器则不会发生类似情况。这表明了电流只能向一个方向流动。
1880年2月13日，托马斯·爱迪生也发现了这一规律。当时，爱迪生正在研究为什么他的碳丝灯泡的灯丝几乎总是在正极端烧断。他有一个密封了金属板的特殊玻璃外壳灯泡。利用这个装置，他证实，发光的灯丝会有一种无形的电流穿过真空与金属板连接，但只有当板被连接到正电源时才会发生。爱迪生随即发明了一种电路，他的特殊灯泡有效地取代了直流电压表中的电阻。在1884年，爱迪生被授予了此项发明的专利。由于当时这种装置实际上并不能看出实用价值，这项专利更多地是为了防止别人声称最早发现了这一所谓“爱迪生效应”。
20年后，约翰·弗莱明（爱迪生前雇员）发现了这一效应的实用价值，它可以用来制作精确检波器。1904年11月16日，第一个真正的热离子二极管——弗莱明管，由弗莱明在英国申请了专利。

### 固态二极管
1874年，德国物理学家卡尔·布劳恩发现了晶体的“单向传导”的能力，并在1899年将晶体整流器申请了专利。氧化亚铜和硒整流器则是在1930年代为了供电应用而发明的。
印度人贾格迪什·钱德拉·博斯在1894年成为了第一个使用晶体检测无线电波的科学家。他也在厘米和毫米级别对微波进行了研究。1903年，格林里夫·惠特勒·皮卡德（Greenleaf Whittier Pickard）发明了硅晶检波器，并在1906年11月20日注册了专利。也正是因为格林里夫，使得晶体检波器发展成了可实用于无线电报的装置。其他实验者尝试了多种其他物质，其中最广泛使用的是矿物方铅矿（硫化铅），因它价格便宜且容易获取。在这些早期的晶体收音机集的晶体检波器包括一个可调节导线的点接触设备（即所谓的“猫须”）。可以通过手动调节晶体表面上的导线，以获得最佳的信号。这个较为麻烦的设备在20世纪20年代由热离子二极管所取代。20世纪50年代，高纯度的半导体材料出现。因为新出现的锗二极管价格便宜，晶体收音机重新开始被大规模使用。贝尔实验室还开发了锗二极管微波接收器。20世纪40年代中后期，美国电话电报公司在美国四处新建的微波塔上开始应用这种微波接收器，主要用于传输电话和网络电视信号。不过贝尔实验室并未研发出效果令人满意的热离子二极管微波接收器。

### 辞源
在最初被发明的那个年代，二极管通常被称作“整流器”。在1919年四极管被人发明后，威廉·亨利·埃克尔斯创造了术语，是从希腊语词根（[δί] 错误：{{Lang}}：無法辨識代碼 gk（帮助），di，“二”）和（[ὁδός] 错误：{{Lang}}：無法辨識代碼 gk（帮助），ode，“路径”）两者结合而来的。
尽管二极管基本都有着“整流”作用，但是现在“整流器”一词通常在特定情况下才会被使用。如电源供应所需要的“半波整流”或“全波整流”设备；或者是阴极射线管所需的高压电续流二极管。

## 热离子二极管

真空二极管的构造

真空二極體的構造

此标志为一个间接加热真空管二极管。从顶部到底部分别为：阳极、阴极和加热灯丝。

一个热离子二极管就是一个真空管（也称“电子管”），由一个包含着两个电极的密封真空玻璃壳组成：由灯丝加热的阴极，和一个阳极。早期产品的外观和现在的白炽灯泡相当类似。
在操作中，一个单独的电流通过由镍铬合金制成的高电阻灯丝（加热器），将阴极加热到红热状态（800-1000℃）后可导致它释放电子到真空。这一过程即热发射。阴极通常涂有碱土金属氧化物，如钡或锶的氧化物。因为它们具有较低的功函数，可使发射的电子数量增加。有些真空管则直接加热钨丝，钨丝则既作为加热器也是阴极本身。交流电会在负极及与其同心的阳极板之间整流，当板子带正电时，静电会从负极处吸引电子。所以电子即从阴极连通到阳极成为了电流。然而当极性反转阳极板带有负电时，阳极板不会发射电子，而阴极也并不会吸引电子，因而没有电流会产生。如此则保证了电流的单向流通，即从阴极流向阳极板。
在汞弧阀（具有冷阴极的汞蒸气离子阀）中，一种难熔的导电阳极与一池作为阴极的液态汞之间会形成电弧，电压单位可达数百千瓦，这对高压直流输电的发展起到了促进作用。一些小型的热离子整流器有时候也用汞蒸气填充，以减少他们的正向压降并增加这种热离子强真空器件的电流额定值。
整个真空管时代，这种二极管应用于模拟信号，并在消费电子产品（如收音机、电视机、音响系统）的直流供电设备中当做整流器。20世纪40年代，在那些供电设备内的真空管开始被硒整流器所替代，然后在1960年代又被半导体二极管替代。如今，二极管仍然在一些高功率应用场合中使用，由于能够承受瞬变和较好的鲁棒性，使得他们比半导体器件的优势能够显现出来。尤其是音频处理上，真空管基本不存在瞬态互调失真、开关失真及交越失真等影响音质的问题。因此近年来，在音响发烧友和录音棚所用的音频设备中，应用真空二极管的老式音频设备有回潮的迹象，如家用音响系统甚至是吉他效果器。

## 半导体二极管

### 图标

典型的二极管封装，细环代表阴极

电路图中用于二极管的图标如下图表所示。

二极管
发光二极管 (LED)
光电二极管
肖特基二极管
瞬态抑制二极管 (TVS)
隧道二极管
變容二极管
齐纳二极管

### 点接触式二极管
点接触式二极管和下文所述的面接触式二极管工作原理类似，不过构造较为简单。主要结构即為一个由第三主族金属制成的导电的尖端，和一块与其相接触的N型半导体。一些金属会进入半导体，接触面的这一小片区域就成为了P型半导体。长期流行的1N34锗型二极管，目前还在无线电接收器中的检波器中使用，并有时会在一些应用模拟电子的场合使用。

### 面接触式二极管

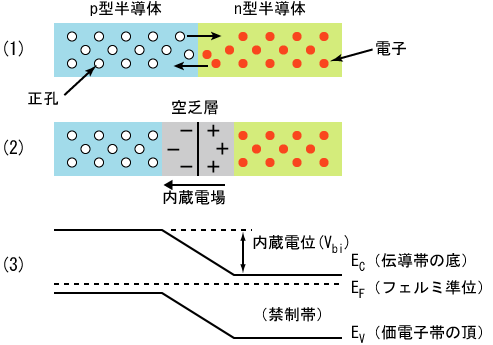
半導体的PN结和能階結構的示意圖

面接触式PN结二极管是由一块半导体晶体制成的。不同的掺杂工艺可以使同一个半导体（如本征硅）的一端成为一个包含负极性载流子（电子）的区域，称作N型半导体；另一端成为一个包含正极性载流子（空穴）的区域，称作P型半导体。两种材料在一起时，电子会从N型一侧流向P型一侧。这一区域電子和電洞相互抵銷，造成中间区域載流子不足，形成“空乏層”。在空乏層内部存在“内电场”：N型側帶正電，P型側帶負電。两块区域的交界处为PN结，晶体允许电子（外部来看）从N型半导体一端，流向P型半导体一端，但是不能反向流动。

### 整流動作
当二极管两边施加电压时，耗尽层的宽度，PN结势垒高低均会发生变化，导致二极管的电阻发生变化。

正向偏置下的PN结，表现为耗尽层变薄。在p端与n端均掺杂1e^{15}/cm^{3}水平，导致内在电势~0.59 V。蓝色实线代表能带,红色虚线代表准费米能级。中图为电场强度，右图为电荷密度

#### 正向偏壓

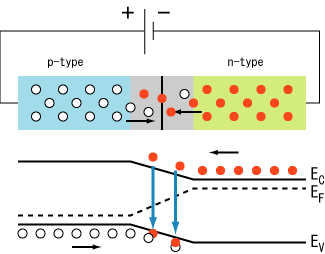
正向偏壓時的PN结二極體

二極體的陽極側施加正電壓，陰極側施加負電壓，這樣就稱為正向偏置，所加電壓為順向偏壓（forward bias）。如此N型半導體被注入電子，P型半導體被注入電洞。這樣一來，讓多數載流子過剩，空乏層縮小、消滅，正負載流子在PN接合部附近結合並消滅。整體來看，電子從陰極流向陽極（電流則是由陽極流向陰極）。在這個區域，電流隨著偏壓的增加也急遽地增加。伴隨著電子與電洞的再結合，兩者所帶有的能量轉變為熱（和光）的形式被放出。能讓正向電流通過的必要電壓被稱為開啟電壓，特定正向電流下二極管兩端的電壓稱為正向壓降。

#### 反向偏壓

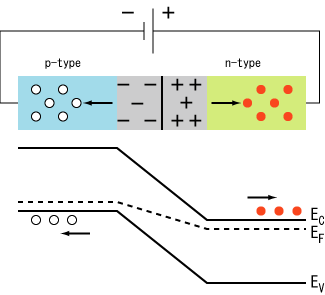
反向偏壓時的PN結二極體

在陽極側施加相對陰極負的電壓，就是反向偏置，所加電壓為逆向偏壓（reverse bias）。這種情況下，因為N型區域被注入電洞，P型區域被注入電子，兩個區域內的主要載流子都變為不足，因此結合部位的空乏層變得更寬，內部的靜電場也更強，擴散電位也跟著變大。這個擴散電位與外部施加的電壓互相抵銷，讓反向的電流更難以通過。更多的細節請參閱「PN接面」條目。
實際的元件雖然處於反向偏壓狀態，也會有微小的反向電流（饱和电流、漏電流、漂移電流）通過。當反向偏壓持續增加時，還會發生隧道擊穿或雪崩擊穿或崩潰，發生急遽的電流增加。開始產生這種擊穿現象的（反向）電壓被稱為擊穿電壓。超過擊穿電壓以後反向電流急遽增加的區域被稱為擊穿區（崩潰區）。在擊穿區內，電流在較大的範圍內變化而二極管反向壓降變化較小。穩壓二極體就利用這個區域的動作特性而制成，可以作為電壓源使用。

#### 接面電壓
當二極體的P-N接面處於正向偏壓時，必須有相當的電壓被用來貫通空乏區，導致形成一反向的電壓源，此電壓源的電壓就稱為障壁電壓，矽二極體的障壁電壓約0.6V～0.7V，鍺二極體的障壁電壓約0.3～0.4V

## 種類

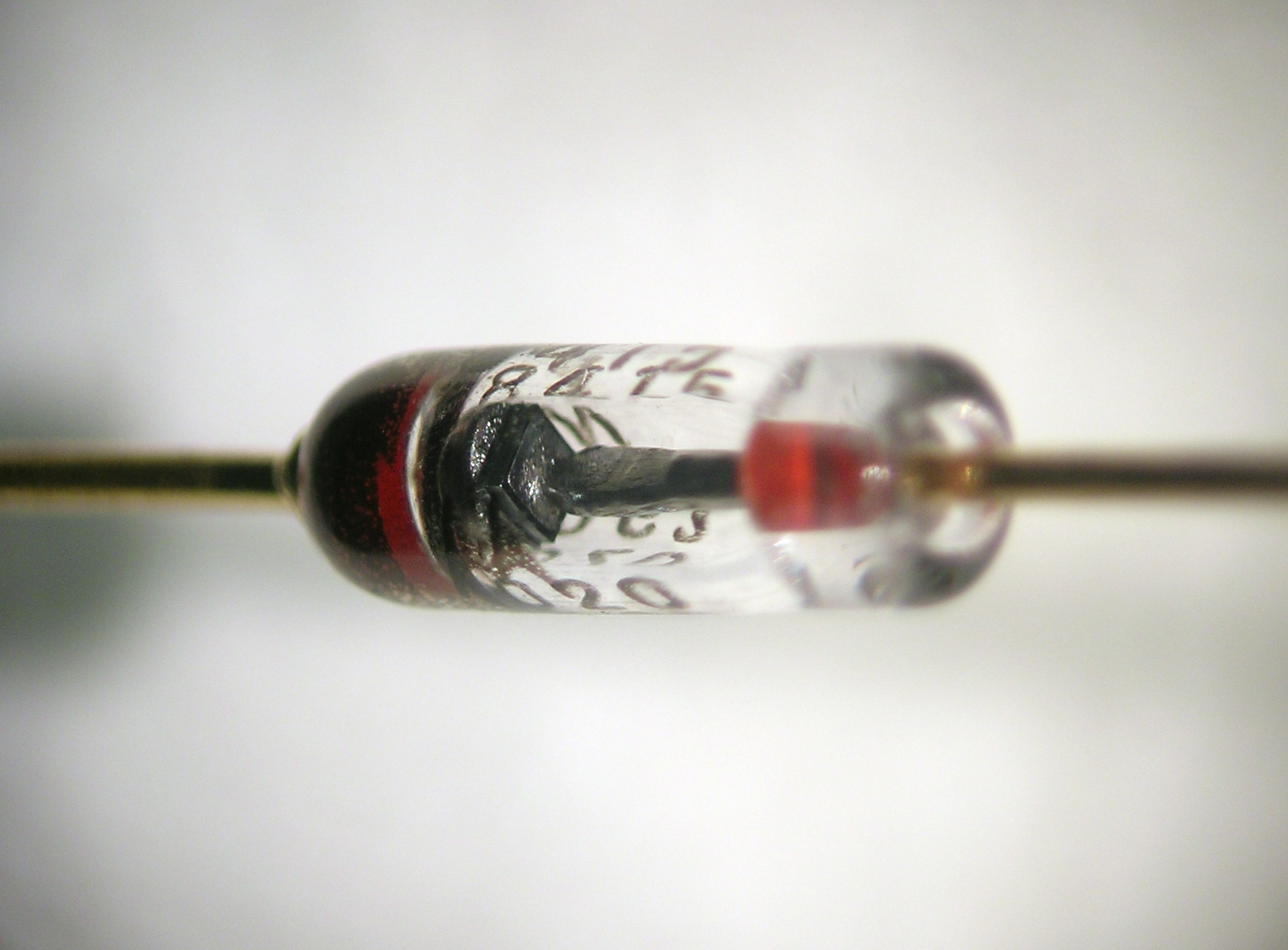
二极管的微距照片，左端黑色方形物为半導體

依照材料及发展年代分类：
1. 二極真空管
2. 锗二極體
3. 硒二極體
4. 硅二極體
5. 砷化鎵二極體

依照应用及特性分类：
- PN接面二極體（PN Diode）

施加順向偏壓，利用半導体中PN接合的整流性質，是最基本的半導體二極體，常見應用於整流方面以及與電感並聯保護其他元件用。細節請參照PN接面的條目。
- 蕭特基二極體

利用金屬和半導體二者的接合面的「蕭特基效應」的整流作用。由於順向的切入電壓較低，導通回復時間也短，適合用於高頻率的整流。一般而言漏電流較多，突波耐受度較低。也有針對此缺點做改善的品種推出。
- 穩壓二極體（Reference Diode）（常用稱法：齊納二極體）

施加逆向偏壓，超過特定電壓時發生的反向擊穿電壓隨反向電流變化很小，具有一定的電壓穩定能力。利用此性質做成的元件被用於電壓基準。藉由摻雜物的種類、濃度，決定擊穿電壓（破壞電壓）。其順向偏壓與一般的二極體相同。
- 恒流二極體（或稱定電流二極體，CRD、Current Regulative Diode）

被施加順方向電壓的場合，無論電壓多少，可以得到一定的電流的元件。通常的電流容量在1~15mA的範圍。雖然被稱為二極體，但是構造、動作原理都與接合型電場效應電晶體相似。
- 變容二極體

施加逆向偏壓，二極體PN接合的空乏層厚度會因電壓不同而變化，產生靜電容量（接合容量）的變化，可當作由電壓控制的可變電容器使用。沒有機械零件所以可靠度高，廣泛應用於壓控振盪器或可變電壓濾波器，也是電視接收器和行動電話不可缺少的零件。
- 發光二極體（LED）

施加順向偏壓，可以發光的二極體。由發光種類與特性又有紅外線二極體、各種顏色的可見光二極體、紫外線二極體等。
- 雷射二極體

當LED產生的光是頻寬極窄的同調光（Coherent Light）時，則稱為雷射二極體。
- 光電二極體

光線射入PN接面，P區電洞、N區電子大量發生，產生電壓（光電效應）。藉由測量此電壓或電流，可作為光感應器使用。有PN、PIN、蕭特基、APD等類型。太陽電池也是利用此種效應。
- 隧道二極體（Tunnel Diode）、江崎二極體（Esaki Diode）、透納二極體

由日本人江崎玲於奈於1957年發明。是利用量子穿隧效應的作用，會出現在一定偏置範圍內順向電壓增加時流通的電流量反而減少的「負電阻」的現象。這是最能耐受核輻射的半導體二極管。
- PIN二極體（P-intrinsic-N Diode）

PN之間一層高電阻的半導體層，使少數載子的積蓄效果增加，逆回復時間也較長。利用順向偏壓時高頻率訊號較容易通過的性質，用於天線的頻帶切換以及高頻率開關。
- 耿效應二極體

應用於低功率微波振盪器。
- 二極真空管
- 氣體放電管整流器

針狀電極和平板電極相向接近尖端放電。若把針狀電極當做負極，比較低的電壓就會開始放電。利用這樣的性質來做當作整流器。
- 點接觸二極體

用鎢之類的金屬針狀電極與N型半導體的表面接觸，此構造的特徵是寄生電容非常小。採用於鍺質二極體和耿效應二極體。礦石收音機中使用的礦石檢波器也是一種點接觸二極體。
- 雙向觸發二極體（DIAC）、突波保護二極體、交流二極體

當施加超過規定電壓（Break Over電壓，VBO）的電壓會開始導通使得端子之間的電壓降低的雙方向元件。用於電路的突波保護上。另，雖被稱為二極體，實際的構造、動作原理都應歸類為閘流管/可控硅整流器的複雜分類中。
- 非線性電阻器

若超過一定電壓，電阻就會降低。是保護電路受到突波電壓傷害的雙向元件。通常由二氧化鋅的燒結體顆粒製成，當作非線性電阻使用。雖然一般認為它的作用應是由內部眾多金屬氧化物顆粒間的蕭特基接面二極體效應而產生，但對外並不呈現二極體的特性，因此平常並不列在二極體分類之中。
- 幾何二極體（Geometric diode）

利用奈米尺寸的幾何結構實現特性。有望應用於需要極高速整流的領域如光整流天線，實現將可見光或紅外線轉化為直流電的功能。

## 註解
1. ↑  ，中国大陆作二极管，台湾作二极体或二极管 [5][6]
2. ↑  真空管二極管可能還會多一或兩條用于加熱的輔助端子。
3. ↑  不过实际上diode这个词汇，早在时分多路复用电报业界当做术语使用了，参见The telegraphic journal and electrical review, September 10, 1886, p. 252